# 1994-es Formula–1 San Marinó-i nagydíj
A San Marinó-i nagydíj volt az 1994-es Formula–1 világbajnokság harmadik; és a sportág történetének egyik legtragikusabb futama.

## Időmérő edzés
A Formula–1 történetének egyik legemlékezetesebb, legtragikusabb hétvégéjén, Imolában a pénteki szabadedzésen Rubens Barrichello súlyos balesetet szenvedett. A simtekes osztrák Roland Ratzenberger nem sokkal ezután a sérült első szárny következtében 314,9 km/h sebességgel a betonfalnak csapódott, és a helyszínen életét vesztette. 
Ayrton Senna a baleset helyszínére ment, és vasárnap délben ő, Michael Schumacher és Michele Alboreto összehívta a GPDA-t (Grand Prix Drivers Association), hogy újabb biztonsági intézkedéseket hozzanak, azonban, mint később kiderült Senna számára már késő volt. A pilóta tragédiája sokkolta a versenyzőket és a közönséget is, azonban a munkát folytatni kellett, így Ratzenberger csapattársa, David Brabham a tragédia ellenére rajthoz állt a vasárnapi megmérettetésen.
Az osztrák balesetét követően Senna fontolóra vette, hogy rajthoz álljon-e a versenyen, azonban mégis úgy határozott, hogy részt vesz a Nagydíjon.
| Helyezés | Rajtszám | Versenyző             | Csapat/Motor      | Idő      | Hátrány |
| -------- | -------- | --------------------- | ----------------- | -------- | ------- |
| 1        | 2        | Ayrton Senna          | Williams-Renault  | 1:21,548 | —       |
| 2        | 5        | Michael Schumacher    | Benetton-Ford     | 1:21,885 | +0,337  |
| 3        | 28       | Gerhard Berger        | Ferrari           | 1:22,113 | +0,565  |
| 4        | 0        | Damon Hill            | Williams-Renault  | 1:22,168 | +0,620  |
| 5        | 6        | JJ Lehto              | Benetton-Ford     | 1:22,717 | +1,169  |
| 6        | 27       | Nicola Larini         | Ferrari           | 1:22,841 | +1,293  |
| 7        | 30       | Heinz-Harald Frentzen | Sauber-Mercedes   | 1:23,119 | +1,571  |
| 8        | 7        | Mika Häkkinen         | McLaren-Peugeot   | 1:23,140 | +1,592  |
| 9        | 3        | Katajama Ukjó         | Tyrrell-Yamaha    | 1:23,322 | +1,774  |
| 10       | 29       | Karl Wendlinger       | Sauber-Mercedes   | 1:23,347 | +1,799  |
| 11       | 10       | Gianni Morbidelli     | Footwork-Ford     | 1:23,663 | +2,115  |
| 12       | 4        | Mark Blundell         | Tyrrell-Yamaha    | 1:23,703 | +2,155  |
| 13       | 8        | Martin Brundle        | McLaren-Peugeot   | 1:23,858 | +2,310  |
| 14       | 23       | Pierluigi Martini     | Minardi-Ford      | 1:24,078 | +2,530  |
| 15       | 24       | Michele Alboreto      | Minardi-Ford      | 1:24,276 | +2,728  |
| 16       | 9        | Christian Fittipaldi  | Footwork-Ford     | 1:24,472 | +2,924  |
| 17       | 25       | Éric Bernard          | Ligier-Renault    | 1:24,678 | +3,130  |
| 18       | 20       | Érik Comas            | Larrousse-Ford    | 1:24,852 | +3,304  |
| 19       | 26       | Olivier Panis         | Ligier-Renault    | 1:24,996 | +3,448  |
| 20       | 12       | Johnny Herbert        | Lotus-Mugen-Honda | 1:25,114 | +3,566  |
| 21       | 15       | Andrea de Cesaris     | Jordan-Hart       | 1:25,234 | +3,686  |
| 22       | 11       | Pedro Lamy            | Lotus-Mugen-Honda | 1:25,295 | +3,747  |
| 23       | 19       | Olivier Beretta       | Larrousse-Ford    | 1:25,991 | +4,443  |
| 24       | 31       | David Brabham         | Simtek-Ford       | 1:26,817 | +5,269  |
| 25       | 34       | Bertrand Gachot       | Pacific-Ilmor     | 1:27,143 | +5,595  |
| 26       | 32       | Roland Ratzenberger   | Simtek-Ford       | 1:27,584 | +6,036  |
| 27       | 33       | Paul Belmondo         | Pacific-Ilmor     | 1:27,881 | +6,333  |
| 28       | 14       | Rubens Barrichello    | Jordan-Hart       | —        | —       |

## Futam

A pályán 1994 után több változtatást is elvégeztek

A rajtnál Pedro Lamy nem vette észre, hogy a finn JJ Lehto Benettonja lefulladt, és nekiütközött. A szétrepülő roncsok következtében kilenc néző sebesült meg. A biztonsági autó ekkor bejött és több körön át vezette mezőnyt, amíg eltakarították a roncsokat a pályáról. Miután a biztonsági autó elhagyta a pályát, Senna és Schumacher kezdtek elszakadni a mezőnytől. 
A 7. körben a versenyt vezető Senna a Tamburello-kanyart nem vette be, hanem egyenesen a betonfalnak ütközött. Egy pillanatra látni lehetett, ahogyan a sárga sisak félrebillen. Sokan fellélegeztek, hogy Ayrton még él, azonban többet már nem mozdult. Voltak, akik már ekkor a legrosszabbra számítottak, és ez csak fokozódott, amikor az elszállítás után vérnyomok voltak a kavicságyon. Senna halálát nem az ütközés, hanem a szemébe fúródó, kerekestül leszakadt felfüggesztés-rúd okozta, megtalálva azt a néhány mm-es gumírozott helyet, ami a sisak és a rostély között van. Helikopterrel szállították kórházba, Bolognába, 18 óra 40 perckor halt meg. A baleset körülményei máig tisztázatlanok. Egyesek szerint technikai probléma adódott, mások szerint Senna hibázott és túl gyorsan érkezett a kanyarba. Sennának korábban gondjai akadtak a kormánnyal, és új, megtoldott kormányművet kért a versenyre. A vizsgálatok szerint a kormányoszlop eltört, de nem tudni, hogy ez a baleset előtt, vagy után történt.
A futamon végül Michael Schumacher győzedelmeskedett, akivel csak az eredményhirdetést követően közölték, hogy nagyobb a baj, mint sokan vélték.
| Helyezés | #  | Versenyző             | Csapat/Motor      | Futott kör | Idő/Kiesés oka                      | Rajthely | Pont |
| -------- | -- | --------------------- | ----------------- | ---------- | ----------------------------------- | -------- | ---- |
| 1        | 5  | Michael Schumacher    | Benetton-Ford     | 58         | 1'28:29,3                           | 2        | 10   |
| 2        | 27 | Nicola Larini         | Ferrari           | 58         | +54,942                             | 6        | 6    |
| 3        | 7  | Mika Häkkinen         | McLaren-Peugeot   | 58         | +1:10,679                           | 8        | 4    |
| 4        | 29 | Karl Wendlinger       | Sauber-Mercedes   | 58         | +1:13,658                           | 10       | 3    |
| 5        | 3  | Katajama Ukjó         | Tyrrell-Yamaha    | 57         | +1 kör                              | 9        | 2    |
| 6        | 0  | Damon Hill            | Williams-Renault  | 57         | +1 kör                              | 4        | 1    |
| 7        | 30 | Heinz-Harald Frentzen | Sauber-Mercedes   | 57         | +1 kör                              | 7        |      |
| 8        | 8  | Martin Brundle        | McLaren-Peugeot   | 57         | +1 kör                              | 13       |      |
| 9        | 4  | Mark Blundell         | Tyrrell-Yamaha    | 56         | +2 kör                              | 12       |      |
| 10       | 12 | Johnny Herbert        | Lotus-Mugen-Honda | 56         | +2 kör                              | 20       |      |
| 11       | 26 | Olivier Panis         | Ligier-Renault    | 56         | +2 kör                              | 19       |      |
| 12       | 25 | Éric Bernard          | Ligier-Renault    | 55         | +3 kör                              | 17       |      |
| 13       | 9  | Christian Fittipaldi  | Footwork-Ford     | 54         | Kicsúszott                          | 16       |      |
| Kiesett  | 15 | Andrea de Cesaris     | Jordan-Hart       | 49         | Kicsúszott                          | 21       |      |
| Kiesett  | 24 | Michele Alboreto      | Minardi-Ford      | 44         | Kerék                               | 15       |      |
| Kiesett  | 10 | Gianni Morbidelli     | Footwork-Ford     | 40         | Motorhiba                           | 11       |      |
| Kiesett  | 23 | Pierluigi Martini     | Minardi-Ford      | 37         | Kicsúszott                          | 14       |      |
| Kiesett  | 31 | David Brabham         | Simtek-Ford       | 27         | Kicsúszott                          | 24       |      |
| Kiesett  | 34 | Bertrand Gachot       | Pacific-Ilmor     | 23         | Motorhiba                           | 25       |      |
| Kiesett  | 19 | Olivier Beretta       | Larrousse-Ford    | 17         | Motorhiba                           | 23       |      |
| Kiesett  | 28 | Gerhard Berger        | Ferrari           | 16         | Felfüggesztés                       | 3        |      |
| Kiesett  | 2  | Ayrton Senna          | Williams-Renault  | 5          | Végzetes baleset                    | 1        |      |
| Kiesett  | 20 | Érik Comas            | Larrousse-Ford    | 5          | Vibráció                            | 18       |      |
| Kiesett  | 6  | Jyrki Järvilehto      | Benetton-Ford     | 0          | Baleset                             | 5        |      |
| Kiesett  | 11 | Pedro Lamy            | Lotus-Mugen-Honda | 0          | Baleset                             | 22       |      |
| NI       | 32 | Roland Ratzenberger   | Simtek-Ford       |            | Végzetes baleset az időmérő edzésen | 26       |      |
| NK       | 14 | Rubens Barrichello    | Jordan-Hart       |            | Baleset a bemelegítés alatt         | -        |      |
| NK       | 33 | Paul Belmondo         | Pacific-Ilmor     |            |                                     | -        |      |

## A világbajnokság élmezőnyének állása a verseny után
| H | Versenyzők         | Pont | H | Konstruktőrök    | Pont |
| - | ------------------ | ---- | - | ---------------- | ---- |
| 1 | Michael Schumacher | 30   | 1 | Benetton         | 30   |
| 2 | Damon Hill         | 7    | 2 | Ferrari          | 16   |
| 3 | Rubens Barrichello | 7    | 3 | Williams-Renault | 7    |
| 4 | Gerhard Berger     | 6    | 4 | Jordan           | 7    |
| 5 | Nicola Larini      | 6    | 5 | McLaren-Peugeot  | 6    |

## Statisztikák
Vezető helyen:
- Ayrton Senna: 5 (1-5)
- Michael Schumacher: 47 (6-12 / 19-58)
- Gerhard Berger: 3 (13-15)
- Mika Häkkinen: 3 (16-18)

Michael Schumacher 5. győzelme, Ayrton Senna 65. (R) pole-pozíciója, Damon Hill 5. leggyorsabb köre.
- Benetton 10. győzelme.

Ayrton Senna 162., utolsó versenye.

### Egyéb
- Magyar Ayrton Senna fórum
- Ayrton Senna magyar gyűjtőoldal